# Hot Boys
Hot Boys, auf allen Veröffentlichungen als Hot Boy$ stilisiert, war eine US-amerikanische Hip-Hop-Gruppe aus New Orleans, die aus den Rappern B.G., Juvenile, Lil Wayne und Turk bestand.

## Geschichte
Die Gruppe wurde 1997 gegründet und bestand neben den beiden, bereits regional bekannten, Rappern B.G. und Juvenile aus den beiden Newcomern Lil Wayne und Turk, der zu Beginn seiner Karriere als Young Turk auftrat. Alle vier Mitglieder stammten aus demselben Viertel in New Orleans, verfolgten auch Sololaufbahnen und standen beim gleichen Label, Cash Money Records, unter Vertrag. Der Zusammenschluss der Gruppe wurde daher auch als Werbemaßnahme für das Label und die einzelnen Mitglieder verstanden.
Noch im Jahr der Gründung erschien das erste Album unter dem Titel Get It How U Live!!. Es konnte sich zwar nur in zwei Spartencharts des Billboard-Magazins platzieren, wurde aber independent mehr als 400.000 Mal abgesetzt, vor allem im mittleren Süden der USA. Nachdem daraufhin Cash Money Records einen Vertriebsvertrag mit der Universal Music Group abgeschlossen und B.G. ersten, landesweiten Erfolg hatte, wurde das Album 1999 wiederveröffentlicht.
Wenige Wochen danach erschien der zweite Langspieler, Guerrilla Warfare. Es wurde der größte Erfolg der Gruppe, erreichte Platz 5 der Billboard 200 und wurde für Verkäufe von mehr als einer Million Einheiten mit der Platin-Schallplatte der RIAA ausgezeichnet. Außerdem war auf dem Werk die Single I Need a Hot Girl enthalten, die als einziges Lied des Kollektivs in den Billboard Hot 100 geführt wurde und dort auf Rang 65 gelangte.
Anschließend trennte sich die Gruppe. Dennoch erschien 2003 ein weiterer Tonträger: Let ’Em Burn war eine Kompilation aus bis dahin unveröffentlichtem Material, das vor allem während der Aufnahmen für Guerrilla Warfare entstand. Damit wurden die Hot Boys zwar erneut in den US-amerikanischen Albumcharts geführt, aber mit Position 14 und sechs Wochen Aufenthaltsdauer blieb der kommerzielle Erfolg hinter dem des Vorgängers zurück.

## Stil
Die Raps der Gruppe waren klassischer Gangsta- und Hardcore-Rap und drehten sich daher textlich hauptsächlich um Waffen, Geld und Sex.
Musikalisch waren die Lieder der Hot Boys geprägt von den Produktionen von Mannie Fresh, der weitgehend auf Samples verzichtete und dafür Bass- und Synthesizer-geprägte Beats kreierte. Nicht nur wegen der Herkunft der Mitglieder sind die Hot Boys deshalb auch dem Down South zuzuordnen.

## Diskografie

### Studioalben
| Jahr | Titel               | Höchstplatzierung, Gesamtwochen, AuszeichnungChartsChartplatzierungen (Jahr, Titel, Platzierungen, Wochen, Auszeichnungen, Anmerkungen) | Anmerkungen                                                                  |
| Jahr | Titel               | US | Anmerkungen                                                                  |
| ---- | ------------------- | --- | ---------------------------------------------------------------------------- |
| 1997 | Get It How U Live!! | — | Erstveröffentlichung: 28. Oktober 1997 Wiederveröffentlichung: 29. Juni 1999 |
| 1999 | Guerrilla Warfare   | US5 Platin · (44 Wo.)US | Erstveröffentlichung: 27. Juli 1999                                          |
| 2003 | Let ’Em Burn        | US14 (6 Wo.)US | Erstveröffentlichung: 25. März 2003                                          |

### Singles
| Jahr | Titel Album                         | Höchstplatzierung, Gesamtwochen, AuszeichnungChartsChartplatzierungen (Jahr, Titel, Album, Platzierungen, Wochen, Auszeichnungen, Anmerkungen) | Anmerkungen                              |
| Jahr | Titel Album                         | US | Anmerkungen                              |
| ---- | ----------------------------------- | --- | ---------------------------------------- |
| 1999 | I Need a Hot Girl Guerrilla Warfare | US65 (13 Wo.)US | Erstveröffentlichung: 20. September 1999 |

Weitere Singles
- 1997: Neighborhood Superstar
- 1999: We on Fire
- 1999: Rock Ice
- 2003: My Section
- 2003: Gangsta Nigga